# Expeditie Robinson 2010
Expeditie Robinson 2010 (en castellano, Expedición Robinson) fue un reality show de supervivencia extrema, esta es la 11.ra temporada del reality show belga-holandés Expeditie Robinson, transmitido por RTL5 y 2BE. Fue conducido por Eddy Zoëy y Evi Hanssen, se estrenó el 2 de septiembre de 2010 y finalizó el 2 de diciembre de 2010. Esta temporada fue grabada en Malasia, específicamente en el estado de Johor y contó con 17 participantes. La holandesa Regina Romeijn es quien ganó esta temporada.
Esta decimoprimera temporada contó con 17 participantes divididos en 2 tribus; la primera es la tribu Kamp Zuid representada por el color naranjo y la segunda es Kamp Noord representada por el color azul. Esta temporada duró 30 días.

## Innovaciones
- Temporada Celebrity: Esta temporada comenzó solo con concursantes famosos.

## Equipo del Programa
- Presentadores: 
  - Eddy Zoëy, lidera las competencias por equipos.
  - Evi Hanssen, lidera los consejos de eliminación.

## Participantes
| Participante                     | Edad | Tribu Original | Tribu Mezclada                            | Tribu Definitiva                          | Resultado Final                            | Estadía |
| -------------------------------- | ---- | -------------- | ----------------------------------------- | ----------------------------------------- | ------------------------------------------ | ------- |
| Regina Romeijn Presentadora.     | 33   | Kamp Zuid      | Kamp Noord                                | Langun                                    | Ganadora de Expeditie Robinson 2010        | 28 días |
| Tatiana Silva Miss Bélgica 2005. | 25   | Kamp Noord     | Kamp Zuid                                 | Langun                                    | 2.° lugar de Expeditie Robinson 2010       | 28 días |
| Saar Koningsberger DJ.           | 23   | Kamp Zuid      | Kamp Noord                                | Langun                                    | 15.ta Eliminada de Expeditie Robinson 2010 | 27 días |
| Sebastiaan Labrie Actor.         | 39   | Kamp Noord     | Kamp Zuid                                 | Langun                                    | 14.to Eliminado de Expeditie Robinson 2010 | 27 días |
| Zsofi Horvath Miss Bélgica 2003. | 30   | Kamp Noord     | Kamp Zuid                                 | Langun                                    | 13.ra Eliminada de Expeditie Robinson 2010 | 25 días |
| Antony Arandia Actor.            | 24   | Kamp Zuid      | Kamp Noord                                | Langun                                    | 12.do Eliminado de Expeditie Robinson 2010 | 23 días |
| Martine Prenen Presentadora.     | 46   | Kamp Noord     | Kamp Zuid                                 | Langun                                    | 11.ra Eliminada de Expeditie Robinson 2010 | 21 días |
| Sugar Jackson Boxeador.          | 29   | Kamp Zuid      | Kamp Noord                                | Langun                                    | 10.mo Eliminado de Expeditie Robinson 2010 | 19 días |
| Iwein Segers Comediante.         | 30   | Kamp Zuid      | Kamp Zuid                                 |                                           | 9.no Eliminado de Expeditie Robinson 2010  | 17 días |
| John van Lottum Tennista.        | 34   | Kamp Noord     | Kamp Noord                                | Abandona Voluntariamente                  | 14 días                                    |         |
| Dennis Weening Presentador.      | 33   |                | Kamp Noord                                | Abandona Voluntariamente                  | 14 días                                    |         |
| Nienke Römer Actriz.             | 34   | Kamp Zuid      | Kamp Zuid                                 | 6.ta Eliminada de Expeditie Robinson 2010 | 13 días                                    |         |
| Maxim Hartman Presentador.       | 46   | Kamp Noord     | Kamp Noord                                | 5.to Eliminado de Expeditie Robinson 2010 | 11 días                                    |         |
| Sergio Quisquater Cantante.      | 45   | Kamp Zuid      | Kamp Zuid                                 | 4.to Eliminado de Expeditie Robinson 2010 | 9 días                                     |         |
| Kim Feenstra Modelo.             | 23   | Kamp Zuid      |                                           | 3.ra Eliminada de Expeditie Robinson 2010 | 7 días                                     |         |
| Frans Frederiks Rapero.          | 29   | Kamp Noord     | 2.do Eliminado de Expeditie Robinson 2010 | 5 días                                    |                                            |         |
| Stephanie Clerckx Modelo.        | 26   | Kamp Noord     | Abandona Voluntariamente                  | 4 días                                    |                                            |         |

## Desarrollo

### Competencias
| Episodio | Emisión                  | Inmunidad        | Eliminado         | Salida |
| -------- | ------------------------ | ---------------- | ----------------- | ------ |
| 1        | 2 de septiembre de 2010  | Kamp Zuid        | Stephanie         | Día 4  |
| 2        | 9 de septiembre de 2010  | Kamp Zuid        | Frans             | Día 5  |
| 3        | 16 de septiembre de 2010 | Kamp Noord       | Kim               | Día 7  |
| 4        | 23 de septiembre de 2010 | Kamp Noord       | Sergio            | Día 9  |
| 5        | 30 de septiembre de 2010 | Kamp Zuid        | Maxim             | Día 11 |
| 6        | 7 de octubre de 2010     | Kamp Noord       | Nienke            | Día 13 |
| 7        | 14 de octubre de 2010    |                  | Dennis / John     | Día 14 |
| 8        | 21 de octubre de 2010    | Tatiana          | Iwein             | Día 17 |
| 9        | 28 de octubre de 2010    | Tatiana          | Sugar             | Día 19 |
| 10       | 4 de noviembre de 2010   | Anthony          | Martine           | Día 21 |
| 11       | 11 de noviembre de 2010  |                  | Anthony           | Día 23 |
| 12       | 18 de noviembre de 2010  | Sebastiaan       | Zsofi             | Día 25 |
| 13       | 25 de noviembre de 2010  | Regina           | Sebastiaan / Saar | Día 27 |
| Episodio | Emisión                  | Consejo final    | Ganadora          | Salida |
| 14       | 2 de diciembre de 2010   | Regina / Tatiana | Regina            | Día 28 |

### Jurado Final
| Participante | Puesto     | Vota por |
| ------------ | ---------- | -------- |
| Sugar        | 1° Miembro | Regina   |
| Martine      | 2° Miembro | Regina   |
| Anthony      | 3° Miembro | Tatiana  |
| Zsofi        | 4° Miembro | Tatiana  |
| Sebastiaan   | 5° Miembro | Regina   |
| Saar         | 6° Miembro | Regina   |

## Estadísticas Semanales
| Participante | Episodio | Episodio  | Episodio  | Episodio  | Episodio  | Episodio  | Episodio   | Episodio  | Episodio     | Episodio     | Episodio     | Episodio     | Episodio     | Episodio     |
| Participante | Equipos  | Equipos   | Equipos   | Equipos   | Equipos   | Equipos   | Equipos    | Equipos   | Individuales | Individuales | Individuales | Individuales | Individuales | Individuales |
| Participante | 1        | 2         | 3         | 4         | 5         | 6         | 7          | 8         | 9            | 10           | 11           | 12           | 13           | 14           |
| ------------ | -------- | --------- | --------- | --------- | --------- | --------- | ---------- | --------- | ------------ | ------------ | ------------ | ------------ | ------------ | ------------ |
| Regina       | Gana     | Gana      | Salvada   | Gana      | Salvada   | Gana      | No compite | Salvada   | Salvada      | Salvada      | Inmune       | Salvada      | Inmune       | Ganadora     |
| Tatiana      | Salvado  | Salvado   | Gana      | Salvado   | Gana      | Salvado   | No compite | Gana      | Inmune       | Salvada      | Salvada      | Salvada      | Inmune       | 2.º Lugar    |
| Saar         | Gana     | Gana      | Salvada   | Gana      | Salvada   | Gana      | No compite | Salvada   | Salvada      | Salvada      | Salvada      | Salvada      | Eliminada    |              |
| Sebastiaan   | Gana     | Gana      | Salvado   | Gana      | Salvado   | Gana      | No compite | Salvado   | Salvado      | Salvado      | Salvado      | Inmune       | Eliminado    |              |
| Zsofi        | Gana     | Gana      | Salvada   | Gana      | Salvada   | Gana      | No compite | Salvada   | Salvada      | Salvada      | Salvada      | Eliminada    |              |              |
| Anthony      | Gana     | Gana      | Salvado   | Gana      | Salvado   | Gana      | No compite | Salvado   | Salvado      | Inmune       | Eliminado    |              |              |              |
| Martine      | Gana     | Gana      | Salvada   | Gana      | Salvada   | Gana      | No compite | Salvada   | Salvada      | Eliminada    |              |              |              |              |
| Sugar        | Gana     | Gana      | Salvado   | Gana      | Salvado   | Gana      | No compite | Salvado   | Eliminado    |              |              |              |              |              |
| Iwein        | Gana     | Gana      | Salvado   | Salvado   | Gana      | Salvado   | No compite | Eliminado |              |              |              |              |              |              |
| John         | Salvado  | Salvado   | Gana      | Gana      | Salvado   | Gana      | Abandona   |           |              |              |              |              |              |              |
| Dennis       | Salvado  | Salvado   | Gana      | Gana      | Salvado   | Gana      | Abandona   |           |              |              |              |              |              |              |
| Nienke       | Gana     | Gana      | Salvada   | Salvada   | Gana      | Eliminada |            |           |              |              |              |              |              |              |
| Maxim        | Salvado  | Salvado   | Gana      | Gana      | Eliminado |           |            |           |              |              |              |              |              |              |
| Sergio       | Gana     | Gana      | Salvado   | Eliminado |           |           |            |           |              |              |              |              |              |              |
| Kim          | Gana     | Gana      | Eliminada |           |           |           |            |           |              |              |              |              |              |              |
| Frans        | Salvado  | Eliminado |           |           |           |           |            |           |              |              |              |              |              |              |
| Stephanie    | Abandona |           |           |           |           |           |            |           |              |              |              |              |              |              |

Competencia en equipos (Días 1-17)
     El participante gana junto a su equipo y continua en competencia.
     El participante pierde junto a su equipo pero no es eliminado.
     El participante pierde junto a su equipo y posteriormente es eliminado.
     El participante abandona la competencia.
     El participante no compite junto a su equipo esta semana.
Competencia individual (Días 18-30)
     Ganadora de Expeditie Robinson 2010.
     2°.Lugar de Expeditie Robinson 2010.
     El participante gana la competencia y queda inmune.
     El participante pierde la competencia, pero no es eliminado.
     El participante es eliminado de la competencia.